# 이별에 대처하는 우리의 자세
《이별에 대처하는 우리의 자세》는 2005년 7월 27일부터 2005년 9월 15일까지 방영된 문화방송 수목 미니시리즈 드라마로, 상대방이 내거는 여러 가지 까다로운 조건을 충족시켜야만 헤어질 수 있다는 이별 계약을 소재로 한 로맨틱 코미디 드라마이다.
이 드라마는 오랜만에 TV에 복귀한 김민종과 드라마 단팥빵에서 이재동 PD와 함께했던 최강희, 그리고 한창 떠오르던 심지호가 주연으로 함께하여 방영 전부터 화제를 불러모았다. 약칭은 '이별대세'.

## 줄거리
어려서 부모를 잃고 자수성가한 사진작가 이서준 역으로 등장한 김민종이 최강희를 놓고 심지호와 삼각관계를 형성하고, 거기에 김아중이 개입한다는 스토리 설정이다.

## 등장 인물

### 주요 인물
- 최강희 : 김근영 역
- 심지호 : 한재민 역
- 김민종 : 이서준 역
- 김아중 : 서희원 역

### 근영이네
- 강부자 : 옥금주 역 - 근영의 외할머니
- 이영하 : 근영의 아버지 역
- 이경진 : 근영의 어머니 역
- 문지윤 : 김민수 역 - 근영의 동생, 서준의 스튜디오 직원

### 재민이네
- 신구 : 한필봉 역 - 재민의 할아버지

### 우정출연
- 정경호 : 한필봉의 운전기사 역

## 참고 사항
- 시청률 조사 회사인 TNS미디어코리아에 따르면 '이별대세'는 8월 17일 방송에서 전국 기준 11.5%의 시청률을 기록했다.
- 원래 제목은 <용용 죽겠지>였으나 드라마 제작진은 <이별에 대처하는 우리의 자세>가 더 드라마 분위기에 가깝다고 판단하여 명칭을 변경했다[1].

## OST
1
이별에 대처하는 너희들의 자세
이지라이프
2
설레임 (근영 Llove 테마)
별
3
갈증
윤건
4
멀리서 그리고 가까이
김연우
5
Love Me
리아
6
곁에서만 들리는
별
7
Free Style
박상민
8
이별에 대처하는 나만의 자세
리아
9
근영에게
Various Artists
10
곁에서만 들리는 (Guitar + Oboe)
Various Artists
11
너와 함께
Various Artists
12
화려한 외출
Various Artists
13
가슴 떨리던 날
Various Artists
14
첫사랑
Various Artists
15
곁에서만 들리는 (허밍)
Various Artists
16
정말이야?
Various Artists
17
어느날
Various Artists
18
설레임 (Guitar Ver.)
Various Artists